# Бойница (село)
Бойница (болг. Бойница) — село в Болгарии. Находится в Видинской области, входит в общину Бойница. Население составляет 573 человека.

## Политическая ситуация
Бойница подчиняется непосредственно общине и не имеет своего кмета.
Кмет (мэр) общины Бойница — Анета Стойкова Генчева (Национальное движение «Симеон Второй» (НДСВ)) по результатам выборов.